# Pavonia hexaphylla
Pavonia hexaphylla là một loài thực vật có hoa trong họ Cẩm quỳ. Loài này được (S. Moore) Krapov. mô tả khoa học đầu tiên năm 1983.